# Tratado de Aranjuez (1793)
El tratado de Aranjuez de 1793 fue un acuerdo provisional por el que España y Gran Bretaña pactaron una alianza defensiva tras la ejecución de Luis XVI de Francia durante la Revolución francesa. El tratado fue parte de los acuerdos internacionales por los que se formó la Primera Coalición.  El alineamiento español con Gran Bretaña supuso el fin de los pactos de familia que durante 60 años habían mantenido unidas a España y Francia.

## Acuerdos
El tratado fue firmado el 25 de mayo de 1793 en la localidad madrileña de Aranjuez por Manuel Godoy, ministro de Carlos IV de España, y por el barón de St. Helens Alleyne Fitz-Herbert, representante de Jorge III del Reino Unido.  Según las condiciones del acuerdo, ambas potencias firmantes se asistirían mutuamente en caso de que sus territorios fueran invadidos por un tercer país y ambos interrumpirían sus relaciones comerciales con Francia.
El acuerdo fue ratificado por Jorge III el 15 de junio y por Carlos IV el 4 de julio del mismo año.